# Iwan Ałypow
Iwan Władimirowicz Ałypow (ros. Иван Владимирович Алыпов, ur. 19 kwietnia 1982 w Swierdłowsku) – rosyjski biegacz narciarski. Jego największym sukcesem jest brązowy medal w sprincie drużynowym techniką klasyczną wywalczony wraz z Wasilijem Roczewem podczas igrzysk olimpijskich w Turynie. Na tych samych igrzyskach zajął 6. miejsce w sztafecie 4x10 km oraz 28. miejsce w sprincie techniką dowolną. Jego najlepszym indywidualnym wynikiem na mistrzostwach świata jest 34. miejsce w sprincie stylem dowolnym podczas mistrzostw w Sapporo w 2007 r. Najlepsze wyniki w Pucharze Świata osiągnął w sezonie 2005/2006, kiedy to zajął 35. miejsce w klasyfikacji generalnej.

## Osiągnięcia

### Igrzyska olimpijskie
| Miejsce | Dzień     | Rok  | Miejscowość | Konkurencja                        | Czas biegu | Strata  | Zwycięzca  |
| ------- | --------- | ---- | ----------- | ---------------------------------- | ---------- | ------- | ---------- |
| 3.      | 14 lutego | 2006 | Turyn       | Sprint drużynowy stylem klasycznym | 17:02,9    | +2,3    | Szwecja    |
| 6.      | 19 lutego | 2006 | Turyn       | Sztafeta 4x10 km                   | 1:43:45,7  | +1:24,2 | Włochy     |
| 28.     | 22 lutego | 2006 | Turyn       | Sprint stylem dowolnym             | 2:19,6     | -       | Björn Lind |

### Mistrzostwa świata
| Miejsce | Dzień     | Rok  | Miejscowość | Konkurencja                      | Czas biegu | Strata   | Zwycięzca           |
| ------- | --------- | ---- | ----------- | -------------------------------- | ---------- | -------- | ------------------- |
| 34.     | 22 lutego | 2005 | Oberstdorf  | Sprint stylem klasycznym         | 2:32,1     | -        | Wasilij Roczew      |
| 8.      | 25 lutego | 2005 | Oberstdorf  | Sprint drużynowy stylem dowolnym | 14:08,6    | +48,8    | Norwegia            |
| DNF     | 27 lutego | 2005 | Oberstdorf  | 50 km stylem klasycznym          | 2:30:10,1  | -        | Frode Estil         |
| 39.     | 4 marca   | 2007 | Sapporo     | 50 km stylem klasycznym          | 2:20:12,6  | +14:52,4 | Odd-Bjørn Hjelmeset |

### Puchar Świata

#### Miejsca w klasyfikacji generalnej
- sezon 2003/2004: 41.
- sezon 2004/2005: 72.
- sezon 2005/2006: 35.
- sezon 2006/2007: 80.
- sezon 2007/2008: 98.
- sezon 2008/2009: 99.
- sezon 2009/2010: 87.

#### Miejsca na podium
| Nr | Dzień       | Rok  | Miejscowość | Konkurencja             | Czas biegu | Pozycja | Strata | Zwycięzca   |
| -- | ----------- | ---- | ----------- | ----------------------- | ---------- | ------- | ------ | ----------- |
| 1. | 10 stycznia | 2004 | Otepää      | 30 km stylem klasycznym | 1:15:18,1  | +1,4    | 3.     | Frode Estil |